# Biblioteca pública de Belmopán
La Biblioteca pública de Belmopán (en inglés: Belmopan Public Library) está situada en Mot Mot Ln, Belmopán, capital de Belice, y fue inaugurada el 24 de agosto de 1970. El proceso de construcción de una biblioteca local comenzó después que el huracán Hattie en 1961 devastó la capital anterior, la ciudad de Belice, ubicada en la costa este de Belice. A raíz de la destrucción el gobierno de Belice acordó trasladar la capital hacia el interior y fue durante este tiempo que se construyó de la nada el espacio, en una zona poco poblada cubierta de selva. Durante la construcción de la nueva capital los residentes locales identificaron la necesidad de una biblioteca pública y la misión británica aprobó la financiación de la Biblioteca Pública de Belmopán. El señor Santiago Perdomo, Ministro de Educación, y Bradley Leo, Bibliotecario Jefe finalmente inauguraron el edificio en 1971.